# Čermákovice
Čermákovice település Csehországban, a Znojmói járásban. Čermákovice Trstěnice, Džbánice, Horní Kounice, Tulešice és Vémyslice településekkel határos. Lakosainak száma 100 fő (2024. január 1.).

## Népesség
A település lakosságának változását az alábbi diagram mutatja:
| Lakosok száma | 230  | 259  | 257  | 248  | 155  | 91   | 93   | 90   | 97   | 100  |
|               | 1869 | 1890 | 1921 | 1950 | 1980 | 2001 | 2017 | 2019 | 2022 | 2024 |